# 寿里順平
寿里順平（壽里順平、すさと じゅんぺい、1936年8月13日- ）は、日本のスペイン語学者、早稲田大学名誉教授。
東京出身。1959年早稲田大学政経学部卒、1964年同大学院法学研究科修士課程修了。南米エクアドル遠征隊などに参加し、1968年早大法学部専任講師、1972年助教授、1976年教授。2007年定年、名誉教授。NHKスペイン語講座講師を務めた。

## 著書
- 『現代スペイン熟語集』イタリア書房出版部 1968
- 『基礎スペイン語文法』研数書院 1971 東洋書店 1991
- 『スペイン語の基礎』研数書院 1972 東洋書店 1989
- 『スペイン語の表現』研数書院 1973 東洋書店 1989
- 『カリブの国々』日本工業新聞社 どうしたら海外に住めるか 1976
- 『スペイン語コーヒー・ブレイク』日本放送出版協会 1977
- 『スペイン語続コーヒー・ブレイク』日本放送出版協会 1978
- 『スペイン語 基礎から応用まで』東洋書店 1984
- 『中米の奇跡コスタリカ』東洋書店 1985
- 『スペイン語会話110番 こんなときどう言う? スペイン旅行編』旺文社 1988
- 『スペイン語会話110番 こんなときどう言う? 日常生活編』旺文社 1989
- 『中米=干渉と分断の軌跡』東洋書店 1991
- 『応用スペイン語文法』東洋書店 1993
- 『神様に国境はない スペイン語教師、中南米をゆく』東洋書店 1994
- 『対訳スペイン語詳解』東洋書店 1995
- 『スペイン語とつきあう本 寿里順平の辛口語学エッセー』東洋書店 1998
- 『会話で覚えるスペイン語999』東洋書店 1999
- 『60歳からのスペイン語入門』三修社 2000
- 『エクアドル ガラパゴス・ノグチ・パナマ帽の国』東洋書店 2005
- 『スペイン語会話旅のコモミニモ70』東洋書店 2006
- 『日本人のための自習スペイン語文法』東洋書店 2009

### 共著
- 『旅行者のためのスペイン語ハンドブック』Maria Esther Barranco共著 日本放送出版協会 1976
- 『日英対照のスペイン語会話』花本金吾共著 旺文社 1990
- 『スペインの社会 変容する文化と伝統』原輝史共編 早稲田大学出版部 1998

### 翻訳
- エドアルド・ロホ・アルバラン『ガウディのパルク・グエル』東洋書店 1989

## その他
- 太陽の子エステバン（1982-83年）
  - アニメ本編終了後に生放送されたミニコーナー「ドクトール順平のなるほど!!百科」を担当